# 범유럽 피크닉

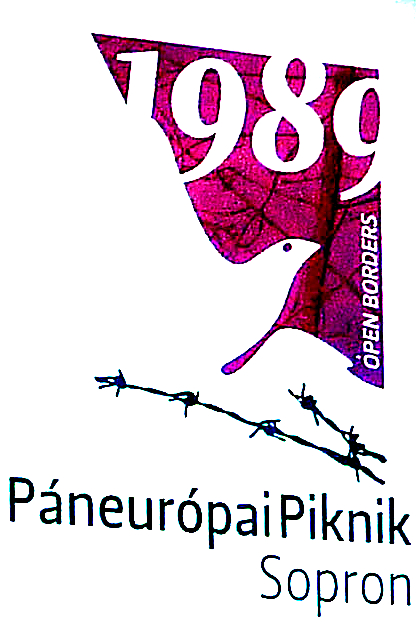
헝가리어로 된 범유럽 피크닉 공식 엠블럼

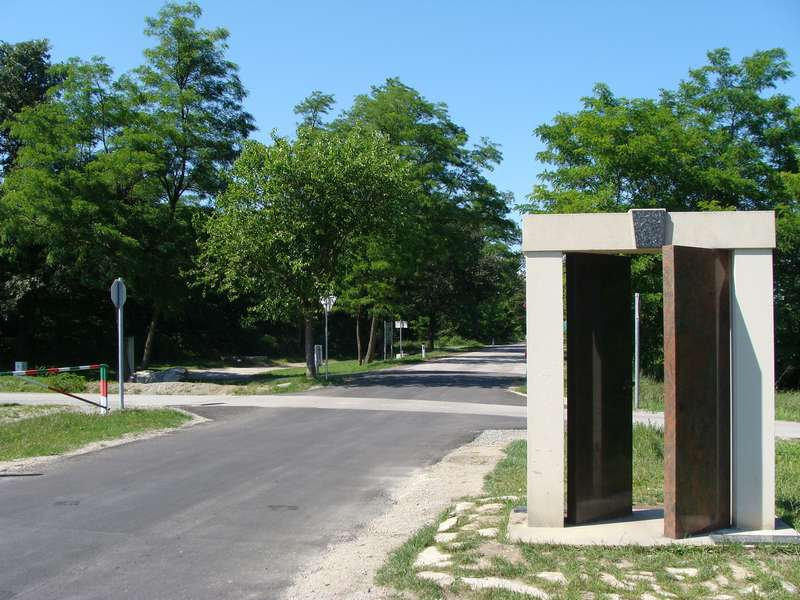
범유럽 피크닉이 열린 국경 검문소

범유럽 피크닉(독일어: Paneuropäisches Picknick, 헝가리어: Páneurópai piknik, 슬로바키아어: Paneuropósky piknik, 체코어: Panevropský piknik)은 1989년 8월 19일 헝가리 쇼프론 근처 오스트리아-헝가리 국경에서 열린 평화 시위이다. 범유럽 피크닉에서 오스트리아와 헝가리 사이의 국경이 열린 것은 독일의 재통일이 이뤄지고, 철의 장막이 무너지며, 동구권이 해체되는 연쇄 반응의 사건 중 하나였다. 이로 인해 공산국가와 바르샤바 조약 기구는 해체되었고, 냉전이 종식되었다.
국경을 공식 행사로 개방하여 소련의 반응을 시험하자는 아이디어는 헝가리 민주 포럼 (MDF)의 페렌츠 메사로슈와 당시 국제 범유럽 연합 회장이자 전 오스트리아-헝가리의 법정추정상속인이었던 오토 폰 합스부르크에서 나왔다. 이 아이디어는 당시 헝가리 총리였던 네메트 미클로시에게 전달되었고, 그도 이 아이디어를 지지했다.
범유럽 피크닉 자체는 1989년 6월 오토 폰 합스부르크와 페렌츠 메사로슈 간의 만남에서 더 발전했다. 쇼프론 현지 조직은 헝가리 민주 포럼이 맡았고, 다른 연락은 합스부르크와 헝가리 국무장관 임레 포즈가이를 통해 이뤄졌다. 오스트리아 범유럽 연합과 MDF는 헝가리에서 배포될 전단지로 행사를 홍보했다. 피크닉의 후원자인 합스부르크와 포즈가이는 행사에 참석하지 않았지만, 계획된 행사를 미하일 고르바초프가 철의 장막을 통해 국경이 열리는 것에 대해 어떤 반응을 보일지 시험할 기회로 보았다.
피크닉의 공식 엠블럼은 철조망을 뚫고 나아가는 비둘기였다. 피크닉에서 수백 명의 동독 시민이 오래된 목재 문을 넘어섰고, 아르파드 벨라 주변의 국경 수비대에게 방해받지 않고 오스트리아로 넘어갔다. 이는 1961년 베를린 장벽이 건설된 이래 가장 큰 대규모 탈출이었다. 헝가리 국경은 9월 11일 개방되었고, 베를린 장벽은 11월 9일 무너졌다. 바르샤바 조약 기구는 1991년 해체되었다.

## 배경

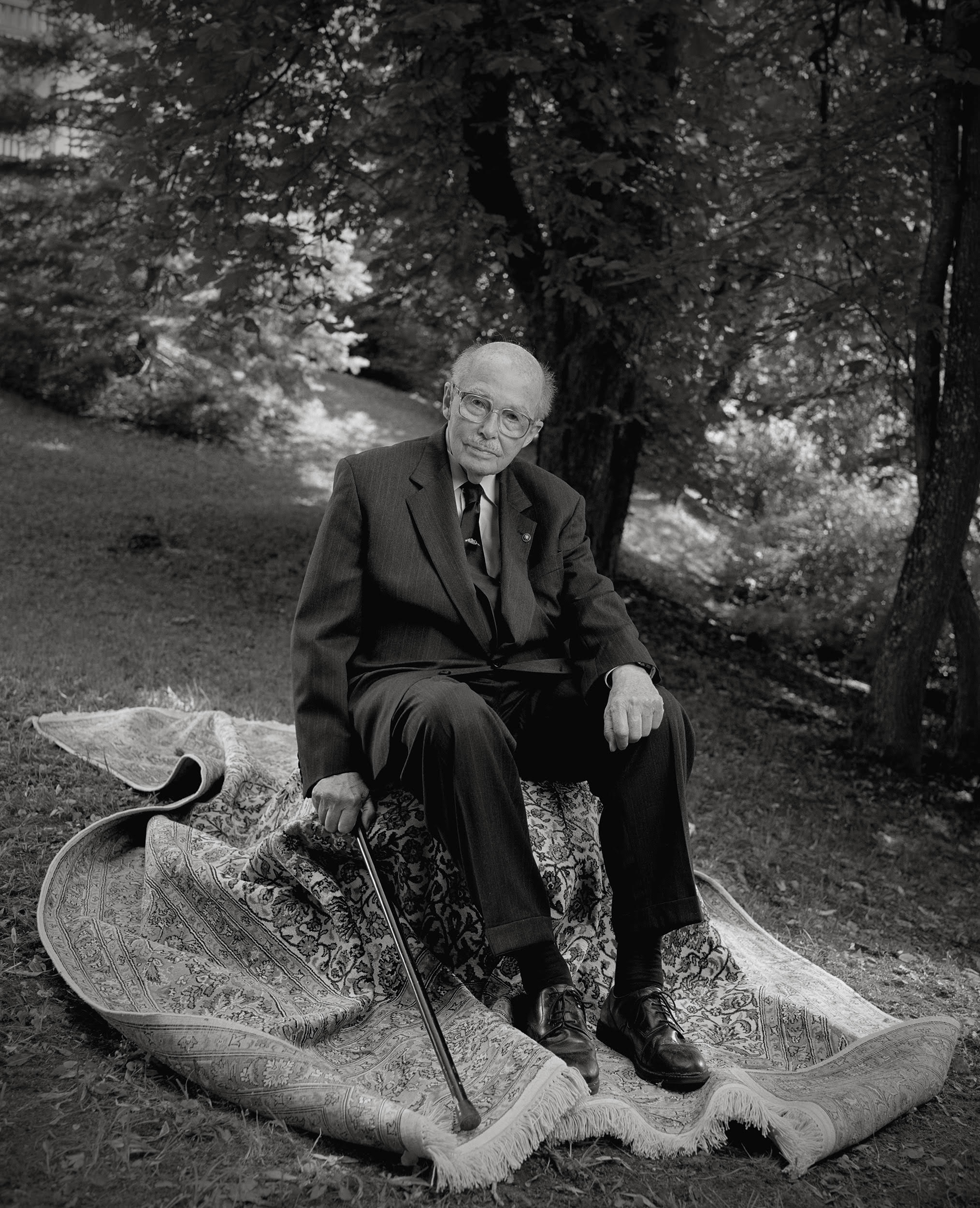
행사의 핵심 인물이었던 오토 폰 합스부르크

1989년 중앙유럽의 상황은 긴박했다. 독재 정부의 지배를 받던 동구권 국가의 국민은 민주 선거, 언론의 자유, 소련군의 철수를 요구했다. 철의 장막과 그 물리적 표현인 삼엄하게 경비되는 국경 울타리 및 검문소(예: 체코슬로바키아와 독일 내부 국경)가 유럽 통합 운동의 지배적인 요인이었다. 동독과 같은 일부 국가는 강경한 공산주의 권력 구조를 유지했지만, 헝가리와 같은 다른 국가는 개혁 지향적인 접근 방식을 취했다. 미하일 고르바초프의 새로운 정책의 지원을 받은 개혁주의 공산주의 국가 지도부는 변화의 필요성을 받아들였다(페레스트로이카). 비정부 기구와 새로운 정당은 민주적 다당제 체계로 나아가는 데 큰 역할을 했다. 그 해 몇몇 중앙유럽 국가에서는 정치체계 변화에 대한 합의를 도출하기 위한 원탁회의가 열렸다. 2월에는 바르샤바에서 공식적인 논의가 시작되었고, 4월 4일에는 폴란드 원탁회의가 체결되어 독립자치노동조합 '연대'를 합법화하고 6월 4일 총선을 치르기로 했다. 독립자치노동조합 '연대'의 승리는 모든 예상을 뛰어넘었다.
이러한 맥락에서 서방에는 동방의 사람들과 끊임없이 접촉하거나 공산주의 체제를 약화시킬 방법을 찾으려는 개별 조직이 있었다. 1986년부터 카를 폰 합스부르크로트링겐이 회장을 맡았던 국제 범유럽 연합의 오스트리아 지부가 그러했다. 그의 책임 하에 중앙유럽 및 동유럽의 야당 및 자유 운동을 지속적으로 지원하려는 시도가 이루어졌고, 범유럽 연합은 당시 체코슬로바키아, 헝가리, 유고슬라비아, 발트 국가의 정치 행사에 적극적으로 참여했다. 그러나 서방뿐만 아니라 동방의 여론에서도 동방 공산주의 구조의 빠른 해체 가능성을 생각하는 사람은 아무도 없었다. 철의 장막은 1989년 8월까지는 일부 기술 체계가 해체되었음에도 불구하고 엄격하게 경비되었고 완전히 건재했다.
파일에 따르면, 제3국 (헝가리 비밀경찰)은 1989년 7월 10일부터 오토 폰 합스부르크의 제안에 따라 국경에서 행사가 계획되었다는 사실을 알고 있었다. 그는 1989년 7월 31일에 이 행사를 위한 준비에 대해 해당 부서에 알렸다. 동독 국가보안부의 작전 그룹 (헝가리에 주둔한 국가보안부의 존재)은 범유럽 피크닉에 대한 정보를 가지고 있었지만, 그들의 장교는 반응하지 않았고 국가보안부는 버려진 차량의 반환 운송을 조직할 수밖에 없었다.

### 헝가리의 상황
1989년부터 헝가리 정부는 데브레첸 근처 헝가리-루마니아 국경을 넘어온 것으로 추정되는 루마니아 시민들을 위한 난민 캠프를 개설했다고 주장했다. 정부는 1989년 초여름에 3만에서 4만 명의 사람들이 헝가리에 망명을 신청했다고 추가로 주장했다. 헝가리 정부는 이전에 양자 협정에 따라 난민을 루마니아로 돌려보낼 의무가 있었지만, 1989년에 유엔 난민 지위에 관한 협약(CRSR)에 서명했다.
헝가리의 재정 상황은 어려웠다. 네메트 미클로시 총리는 그의 정부가 오스트리아와의 국경을 따라 자동화된 국경 통제를 유지할 여유가 없다고 판단했다. 부품은 서방에서 들여와 경화로 지불해야 했다. 네메트는 더 이상 국경을 경비할 필요가 없다고 생각했다. 헝가리인은 자유롭게 여행할 수 있었고, 정부는 서부 국경을 계속 강화할 의도가 없었다. 6월 27일 오스트리아 외무장관 알로이스 모크와 헝가리 외무장관 호른 줄러는 헝가리가 5월 2일에 시작한 국경 감시 해체 결정을 강조하는 상징적인 의식으로 국경 울타리를 잘랐다.
벌러톤호(서독 친척 및 친구들을 만날 수 있었던 곳)에서 여름휴가를 보내던 동독인은 1989년 여름 동안 헝가리에 머물렀다. 1989년 봄, 동독 내무부 장관 프리드리히 디켈은 헝가리의 부실한 국경 보안 때문에 헝가리로의 여행을 제한해 달라고 요청했지만, 국가보안부 수장 에리히 밀케는 동독의 상황을 고려하여 이를 거부했다.
6월 20일, 합스부르크가의 법정추정상속인이자 1979년부터 1999년까지 유럽 의회 의원이었던 오토 폰 합스부르크는 데브레첸 대학교에서 국경 없는 유럽과 유럽 의회 선거가 중앙유럽에 미치는 영향에 대해 강연했다. 그의 강연 후 만찬이 있었는데, 보수적인 헝가리 민주 포럼(MDF) 소속 두 명의 대표(마리아 필레프와 페렌츠 메사로슈)가 오스트리아인과 헝가리인 간의 유대 강화를 축하하기 위해 오스트리아-헝가리 국경에서 지역 주민을 위한 피크닉을 제안했다.
MDF의 전국 지도부는 유보적이었지만, 필레프는 (현지 피데스와 MDF 그룹의 지지를 받아) 참가자를 모집하고 적절한 장소를 물색했다. 필레프는 8월 20일에 종료될 예정이었던 중앙유럽과 동유럽 국가의 지식인과 야당 활동가 모임인 마르톤바사르(벌러톤호에서 멀지 않음)의 "공동의 운명 캠프" 손님들을 포함시키고 싶어 했다. 피크닉 장소로 선정된 곳은 1922년부터 국경 검문소였던 쇼프론의 브라티슬라바 로드였다.
이 모임은 국경 초원에서 오스트리아인과 헝가리인 간의 비공식적인 만남을 목적으로 했다. 국경 초소를 3시간 동안 개방하여 양국 보행자가 국경 없는 유럽을 경험할 수 있도록 허가가 내려졌다. 주최 측은 오토 폰 합스부르크와 헝가리 사회노동당(MSzMP)의 개혁파 일원이자 국무장관인 임레 포즈가이를 행사의 후원자로 영입했다.
전 총리 네메트 미클로시는 2014년 다큐멘터리에서 피크닉이 헝가리 정부에게 그해 여름 헝가리에서 휴가를 보내던 동독 관광객으로 인해 발생한 상황을 해결할 방법을 제공했다고 설명했다.
우리 중 아무도 그해 여름 [1989년] 우리가 또 다른 뜨거운 감자, 즉 독일 난민 문제를 안게 될 것이라고는 예측하지 못했다. 나는 흥미롭게도 2-3주간의 휴가 후에 동독 시민들 중 일부가 머물기로 결정했고, 이것이 이제 매우, 매우 심각하다는 것을 알았다. 부다페스트와 벌러톤호 주변의 모든 캠핑장은 물론 길가까지 완전히 가득 차 있었다. 9월 말, 추운 날씨가 닥치면 우리는 편의 시설을 제공할 수 없었고 이 사람들은 겨울 동안 얼어 죽을 것이다. 그래서 왜 그들을 집으로 돌려보내지 않았을까?
수년 동안 우리는 동독인을 태워주고, 악명 높은 국가보안부가 조직한 특별 비행기로 그들을 집으로, 많은 경우 감옥이나 심각한 괴롭힘을 당하도록 돌려보낼 의무가 있었다. 우리는 더 이상 그렇게 할 수 없었다. 특히 10만 명에게는 더욱 그렇다. 우리는 명확한 해결책을 찾아야 했다. 우리는 그들을 여기에 둘 수도 없었고, 돌려보낼 수도 없었다. 남은 유일한 선택은 상상할 수 없는 일이었다. 어떤 식으로든 그들을 서방으로 보내는 것이었지만, 이는 에리히 호네커와 그의 동독 정권뿐만 아니라 모스크바 크렘린의 강경파들을 자극할 것이 분명했다. 그래서 어떻게 해야 할까, 어떻게 해야 할까?

동독법에 따라 시민들은 서방으로 여행할 허가를 요청해야 했으며, 그들은 피크닉을 행동할 기회로 보았다. 약 10만 명에 달하는 이들의 운명은 몇 달 동안 주요 뉴스 방송의 최고 기사였으며, 유럽에 적절한 해결책을 찾아야 할 긴급한 필요성을 보여주었다. 1989년 10월 7일 동독 건국 40주년을 기념할 계획이었던 동독 지도부는 문제를 숨기려 애썼고, 자국민의 대규모 탈출에 대해 침묵했다.
안데르스 외스테르고르의 다큐멘터리 《1989》의 재연 장면에서 네메트 총리는 보좌관에게 "규리, 이건 사실 아주 좋은 일일 수 있어. 동독인 중 일부가 이 기회를 이용해 도망친다면 좋을 것 같아."라고 말한다. "도망친다고요?" "응. 그리고 우리가 방해하지 않을 거야." "알겠습니다." 네메트는 다큐멘터리에서 다음과 같이 설명했다.
이것은 우리가 러시아의 반응을 평가하고 소련의 관용을 시험할 수 있는 정말 좋은 기회였다. 그래서 우리는 국경 수비대에 명령을 내렸다. "경비병에게 지시하시오. 국경에서 동독인을 보면 통과시키시오. 개입하지 마시오."

범유럽 피크닉에 대한 첫 정보는 1989년 7월 10일 헝가리 국가보안부 파일에 나타난다. 하이두 비하르 지구 국가보안부는 1989년 6월 20일 오토 폰 합스부르크가 데브레첸을 방문했을 때 헝가리 민주 포럼(MDF) 지역 지도자들과의 논의 도중에 "1989년 8월이나 9월에 오스트리아-헝가리 국경에서 '베이컨 구이'를 개최하고 매달 반복하자"는 생각이 나왔다고 본부에 알렸다. "MDF는 오토 폰 합스부르크의 제안을 받아들였고, 간부회는 한 위원에게 행사를 조직하도록 위임했다." 헝가리 국내 반동 방어군은 1989년 7월 31일 상부에 쇼프론의 범유럽 피크닉에 대해 알렸다.
MDF는 현지 조직(현지 허가, 벤치 및 무대, 음식)을 맡았고 전단지를 디자인했다. 관심 있는 사람을 위해 국경과 피크닉 장소에 가는 방법에 대한 스케치도 제공했다. MDF는 헝가리에서 헝가리어 전단지를 배포하고 오스트리아에서는 독일어 전단지를 배포했다. 그러나 이후의 성공을 위해서는 헝가리에서 휴가를 보내던 동독인 사이에 독일어 전단지가 확산되는 것이 결정적이었다. 카를 폰 합스부르크로트링겐의 지도 아래 있던 오스트리아 범유럽 연합은 쇼프론 근처 국경에서 피크닉에 초대하는 수천 장의 독일어 전단지를 헝가리에 배포했다. 자유 유럽 라디오도 이 행사에 대한 관심을 끌었다. 많은 동독 시민이 메시지를 이해하고 그곳으로 왔다. 행사의 홍보 문구는 "해체하고 가져가시오"였는데, 모든 방문객은 철조망 조각을 잘라 가져갈 수 있었다. 국가보안부 스파이에 따르면 8월 초 부다페스트 근처 포뮬러 1 그랑프리의 주차된 차량에도 전단지가 붙어 있었다. 발라톤 호수까지 전단지를 모두 누가 배포했는지는 불분명하며, 일부 경우에는 서독 BND가 개입했다고 추정된다. 동독 비밀경찰 국가보안부는 1989년 8월 11일 부다페스트 주재 동독 대사의 보고를 통해 계획된 피크닉과 국경 개방에 대해 경고를 받았지만, 아무런 대응 조치도 취하지 않았다.

## 피크닉 행사
오스트리아와 헝가리가 합의한 상징적인 제스처로, 8월 19일 오스트리아 장크트마르가레텐임부르겐란트에서 헝가리 쇼프론쾨히다로 이어지는 도로의 국경 관문이 3시간 동안 열렸다. 오토 폰 합스부르크는 그의 딸 발부르가 폰 합스부르크가 피크닉에 참석하여 그의 인사를 전했다. 1988년까지는 해외에서만 비판적인 글을 발표할 수 있었던 헝가리 작가이자 반체제 인사 콘라드 죄르지도 연설했다. 나무 무대에서는 음악이 연주되고 연설이 이어졌으며, 와인, 맥주, 구운 음식, 굴라쉬 등이 제공되었다. 많은 참가자는 오래된 국경의 울타리 약 1 km를 잘라냈다. 이 상징적인 해체 행사는 공식적으로 승인되었다. 쇼프론푸스타의 해당 울타리 구역은 계획된 사냥 보호 구역으로 사용될 예정이었기 때문에 해체되지 않았다. 발부르가 폰 합스부르크와 MDF 관계자 외에는 피크닉에 헝가리인과 오스트리아인이 거의 없었지만, 텔레비전 팀과 기자는 참석했다.
오후 3시 직전, 20~30명가량의 동독 시민이 무장 병력이 여전히 경비하던 국경 관문에 도착했다. 문이 뜯겨져 열렸고, 대부분 젊은 동독 시민은 오스트리아 측으로 달려갔고 그곳에는 일부 언론인과 오스트리아 방송사의 카메라 팀이 기다리고 있었다. 피크닉과 국경의 "상징적인" 개방 동안 난민은 세 차례에 걸쳐 철의 장막을 넘었다. 이는 베를린 장벽이 건설된 이래 동독에서 가장 큰 난민 이동이었다. 대규모 탈출 소식은 매우 빠르게 퍼졌다. 헝가리 국경 수비대는 발생한 대규모 탈출에 침착하게 반응했으며 개입하지 않았다. 당시 국경 책임 장교였던 아르파드 벨라는 이에 크게 기여했다. 게다가 수천 명의 동독 시민이 국경이 정말로 개방되었는지 확신하지 못했기 때문에 국경을 넘을 기회를 얻기 위해 조금 떨어진 곳에서 기다리고 있었다. 그 결과 그날 국경을 넘은 사람은 661명에 불과했다.
네메트 총리는 1989년에 "하루 종일 사무실에 있었는데, 긴장했고, 매우 긴장했다. 다행히 소련 대사의 방문이나 모스크바에서의 전화는 없었다"고 말했다.
600명 이상의 동독인이 서독으로 탈출했고, 많은 이들이 국경에 차를 버려두었다. 매우 광범위한 언론 보도는 동유럽 국민에게 철의 장막이 부분적으로 뚫렸고, 소련이 개입하지 않으며, 동방 정부가 우유부단한 행동으로 점점 더 권력을 잃어가고 있음을 명확히 했다.

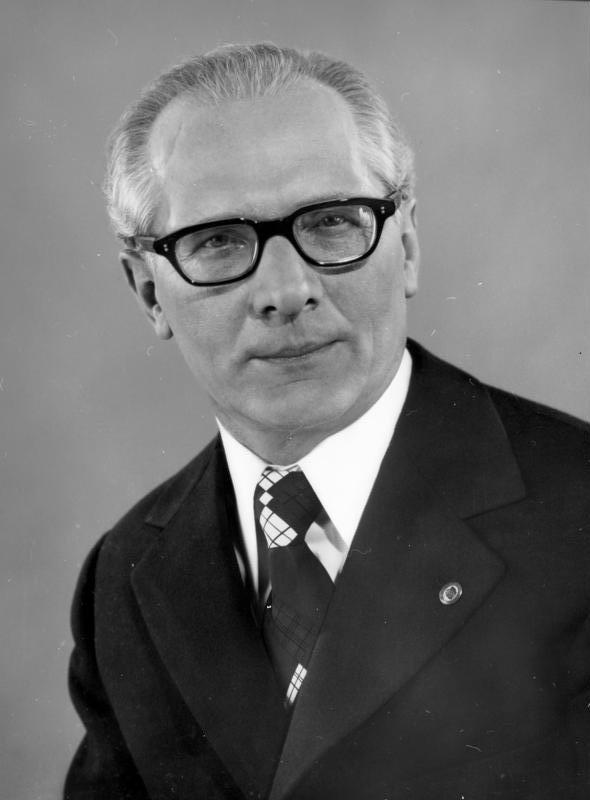
1989년 여름 통제력을 잃었던 에리히 호네커

동독의 에리히 호네커는 피크닉에 대해 데일리 미러에 이렇게 말했다. "합스부르크는 폴란드 국경까지 전단지를 배포하여 동독 휴가객을 피크닉에 초대했다. 그들이 피크닉에 왔을 때 그들은 선물, 음식, 그리고 독일 마르크를 받고 서독으로 넘어가도록 설득당했다." 이 발언을 통해 놀란 대중은 지금까지 잔혹했던 통치자가 자신들의 영역에서 무력하다는 것을 더욱 분명히 알게 되었다.
동독 정치국에서 (당시 호네커는 병으로 부재 중이었고 귄터 미타크가 의장이었다) 합스부르크와 포즈가이의 범유럽 피크닉은 드물게 논의된 주제 중 하나였다. "적의 반혁명과 그 전선 보고가 진행 중이다", "동독은 전투 중인 탑이다", "우리는 동독 적의 은밀한 공격에 계속 맞서야 한다", "우리는 서방 언론에 현혹되어서는 안 된다. 적은 큰 개념을 가지고 있으며, 우리의 모든 것을 부수려 한다. 우리는 적을 공격해야 한다. 이것은 서독의 제국주의이다. 그들이 진짜 범인이다."와 같은 구호가 만들어졌지만, 어떠한 조치도 취해지지 않았다.
부다페스트와 벌러톤호 주변에서 수천 명의 동독인이 국경을 넘는 것을 망설였다. 다음 며칠 동안 헝가리 정부는 서부 국경을 순찰하는 경비대 수를 늘렸고, 비교적 적은 수의 난민만이 서방에 도달했다. 1989년 8월 23일 서독 텔레비전 방송국 독일 제2텔레비전 직원이 자발적으로 계획한 또 다른 피크닉은 국경에서 헝가리 보안군에 강제로 저지되었다.
범유럽 피크닉은 헝가리 민주 포럼, 자유민주동맹, 피데스, 독립 소농, 농업노동자 및 시민당 등 4개의 헝가리 야당이 조직했다. 그 후원자는 바이에른 기독교사회연합, 오토 폰 합스부르크, 그리고 헝가리 국무장관이자 개혁가인 임레 포즈가이였다.

### 후속 사건
헝가리 정부는 피크닉 이후 정상적인 국경 통제를 복원했다. 8월에는 6,923명이 국경에서 체포되었는데, 이 중 5,527명, 즉 80%가 동독인이었다. 헝가리 정부는 국경 통제가 느슨해지면 모스크바 크렘린에서 강경파가 통제권을 장악하여 고르바초프에 대한 쿠데타로 이어질 것을 우려했다. 8월 21일부터 22일 밤 사이 바이마르 출신의 36세 동독인 쿠르트-베르너 슐츠가 사망했다. 네메트는 나중에 이렇게 말했다.
우리는 국경 통제에 관한 규칙으로 돌아가기로 결정했지만, 동시에 우리, 즉 나는 스스로 덫을 놓았다 [...] 한 고문이 내게 분명히 말했다. "보십시오, 이것은 이제 매우 위험한 사업입니다, 미클로시. 이것이 무엇을 의미하는지 아십니까? 이제부터 모든 살인은 당신의 잘못이 될 것입니다. 이해하십니까?" 나는 그런 일이 일어났다는 것이 부끄러웠다. 나는 한 문장으로 결론을 내렸다. "우리는 개방합니다."

8월 22일 네메트는 헬리콥터를 타고 본으로 날아가 서독 총리 헬무트 콜과 콜의 외무장관 한스디트리히 겐셔를 만났다. 그곳에서 네메트는 "그들의 탁자에 폭탄을 떨어뜨렸다."
존경하는 총리님, 부다페스트에서 중요한 결정이 내려졌습니다. 난민을 동독으로 돌려보내는 것은 불가능합니다. 우리는 국경을 개방할 것이며, 9월 중순까지 모든 동독인이 우리나라를 떠날 수 있을 것입니다... 저는 그의 눈을 결코 잊지 못할 것입니다. 콜, 그 거구의 남자는 눈물을 글썽였습니다.

네메트는 콜에게 헝가리인이 국경 상황을 처리할 것이며 고르바초프의 허락은 불필요하다고 확신시켰다. 콜은 고르바초프에게 전화하여 네메트의 결정을 알렸고, 고르바초프는 콜에게 헝가리 총리가 "좋은 사람"이라고 확신시켰다. 9월 11일 국경이 개방되었고, 3만 명의 동독인이 서방으로 탈출했다.
1989년 서베를린 시장이었던 발터 몸퍼는 베를린 장벽이 열릴 것으로 예상하며 다음과 같이 말했다. "우리는 언젠가 국경 뒤편에서 폭풍이 올 것이라고 예상했다. 실제로 오토 폰 합스부르크와 국제 범유럽 연합이 1989년 8월 19일 쇼프론에서 헝가리와 오스트리아 국경에서 범유럽 피크닉을 열었을 때 수백 명이 왔다. 동독 사람들이 바로 옆에 국경이 있는데도 헝가리와 오스트리아를 통해 국경을 넘어야 하는 것은 어리석은 일이었다."
동독 정권이 헝가리 경로를 막으려 한 후, 수천 명이 체코슬로바키아를 거쳐 서독으로 탈출했고 대규모 대중 봉기가 일어났다. 10월 17일 호네커는 국가 원수 자리에서 해임되었고, 11월 9일 서베를린으로 통하는 문이 열렸다. 호네커는 실각 후 1989년 여름과 관련하여 오토 폰 합스부르크에 대해 "이 합스부르크가 내 관에 못을 박았다"고 말했다.

## 현재

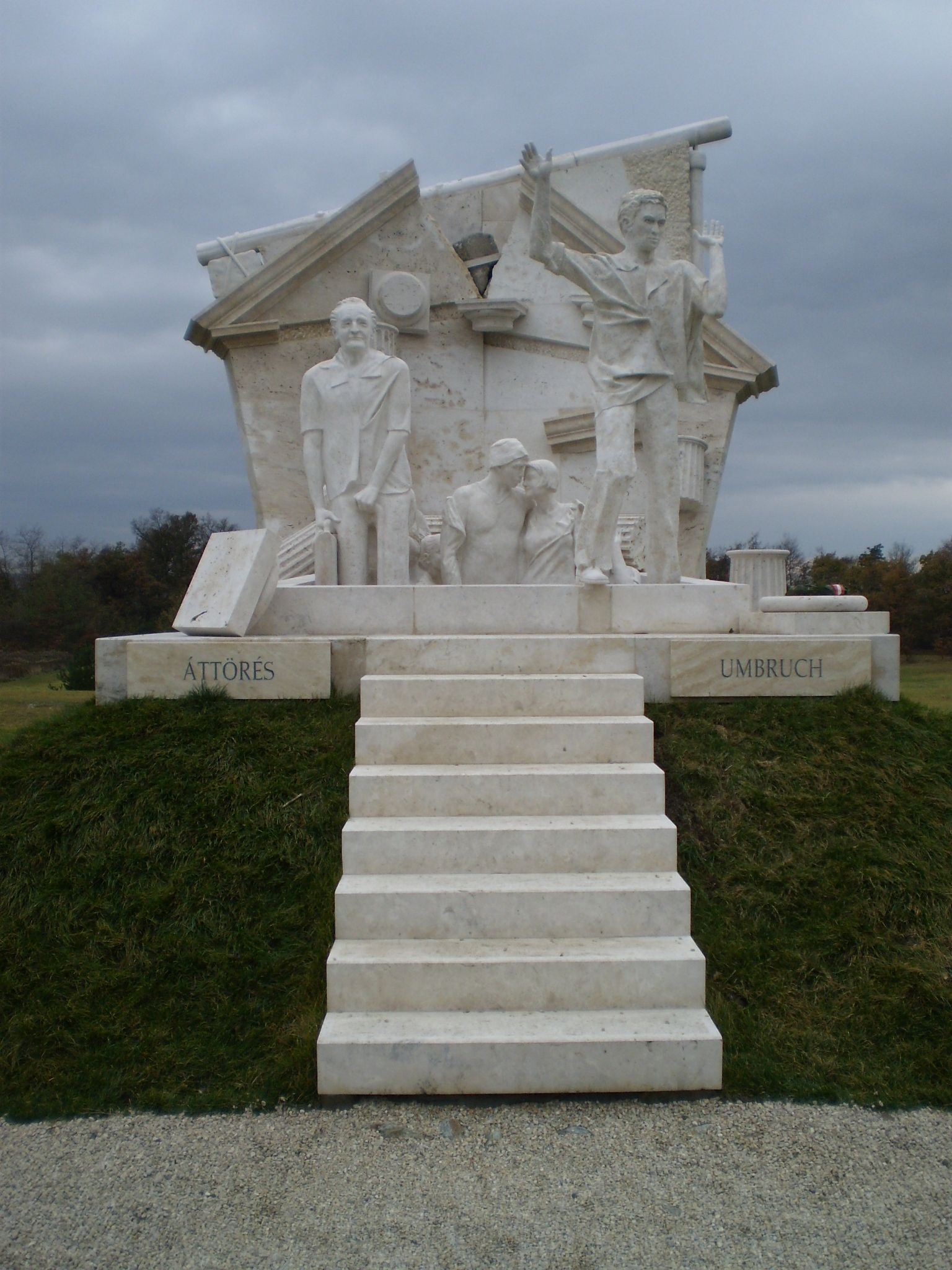
멜로초 미클로시의 범유럽 피크닉 기념비

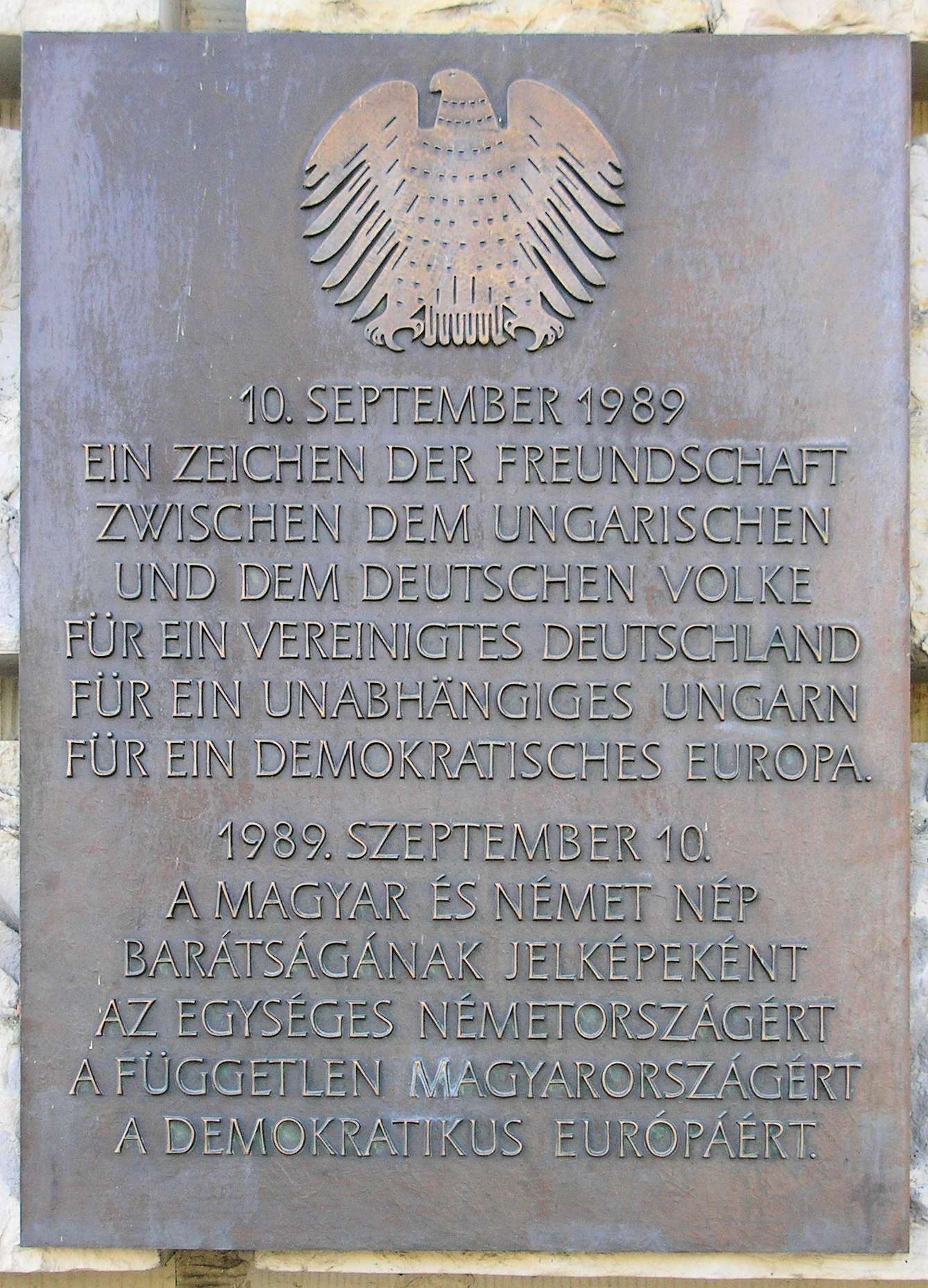
베를린 국가의회 의사당에 있는 범유럽 피크닉 기념 명판

피크닉 장소는 멜로초 미클로시의 기념비, 데브레첸 시의 종, 일본-헝가리 우호 협회의 불탑, 그리고 1991년 주최자들이 공개한 목재 기념비로 기념되고 있다.
1996년 쇼프론 근처 페르퇴라코스에 조각가 가브리엘라 폰 합스부르크로트링겐의 높이 10 m의 스테인리스 스틸 조각품이 세워졌다. 이 조각품은 설치된 철조망 조각을 상징하며, 멀리서 보면 십자가 모양을 하고 있다.
2009년 유럽 연합 집행위원장 조제 마누엘 두랑 바호주는 "유럽 역사의 흐름을 바꾸는 데 기여한" "쇼프론 근처 오스트리아-헝가리 국경에서 열린 평화로운 피크닉"을 찬양했다. 이 행사는 "철의 장막이 잠시 열리게" 했고, 그리하여 "최종 붕괴와 독일의 재통일"에 기여했다. 이는 냉전을 통한 유럽 분단의 종식의 시작을 의미한다.
범유럽 피크닉은 독일의 재통일을 향한 중요한 이정표로 여겨지며, 매년 8월 19일 국경에서 기념식이 열린다.
2009년 동독에서 자란 앙겔라 메르켈은 피크닉 20주년 기념 행사에 참석하여 헝가리인의 용기와 선견지명에 감사를 표하며 "두 노예화된 민족이 함께 노예화의 벽을 허물었다... 헝가리인은 동독인의 자유에 대한 열망에 날개를 달아주었다"고 말했다. 헝가리 대통령 쇼욤 라슬로는 철의 장막을 넘기 위해 목숨을 걸었던 사람들을 기리는 백색 대리석 기념비를 공개했고, 스웨덴 외무장관 칼 빌트는 "우리는 개방된 사회와 열린 마음을 가진 열린 유럽으로 남아, 현재의 경계를 넘어 다른 이들에게도 열려 있어야 한다"고 말했다.
2019년 8월, 메르켈 총리와 헝가리 총리 오르반 빅토르는 30년 전 있었던 범유럽 피크닉과 그 이후 베를린 장벽 붕괴에 대한 중요성을 회고했다.
베를린 국가의회 의사당의 북동쪽 모퉁이에는 범유럽 피크닉을 기념하는 기념 명판이 있다.
피크닉의 정확한 순서, 특히 오토 폰 합스부르크, 네메트 미클로시, 임레 포즈가이, 헬무트 콜 간의 합의에 대해서는 여전히 일부 불분명한 점이 있다. 콜은 "모든 것이 미리 합의되었다"고 말한 것으로 알려져 있다. 현지 주최자와 국제 범유럽 연합 외에도 서독 비밀정보국 독일 연방정보국과 합스부르크가와 가까운 몰타 기사단이 동독인에게 전단지를 배포하는 데 결정적인 역할을 했을 것으로 추정된다.
범유럽 피크닉은 현재 "인류의 위대한 순간(독일어: Sternstunde der Menschheit)"으로 불린다.
범유럽 피크닉은 기억의 문화를 통해서만 1989년 여름의 전체 탈출 운동의 상징이 되었다. 헝가리 야당 운동이 수행한 중요한 역할은 점점 더 은폐되었고, 합스부르크가의 역할은 강조되었다. 기념지는 정치인과 언론이 자신들의 목적을 위해 건설되었으며, 동구권 붕괴와 오스트리아의 적극적인 역할의 중요성은 과장되었다.

## 같이 보기
- 오스트리아-헝가리 관계
- 헝가리 공산주의 붕괴
- 헝가리 국경철책 철거
- 1989년 혁명

## 참고 문헌
- Stefan Karner/ Philipp Lesiak: Der erste Stein aus der Berliner Mauer. Das Paneuropäische Picknick 1989, Graz: Leykam 2019 (Kriegsfolgen-Forschung; 30), ISBN 978-3-7011-0414-7.
- Longo, Matthew (2023년 11월 7일). 《The Picnic》 [A Rush for Freedom and the Collapse of Communism]. New York City, New York: W. W. Norton & Company. ISBN 978-0393540789. OCLC 1473576798.